# Die Katze und die Maus

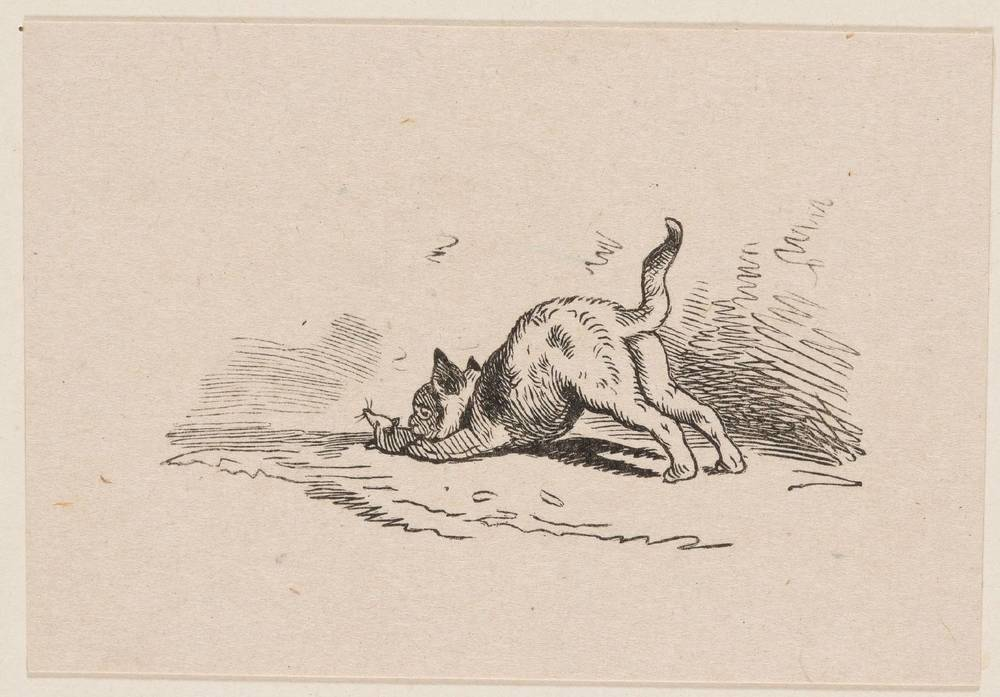
Holzschnitt, Ludwig Richter

Die Katze und die Maus ist ein Tiermärchen (AaTh 111). Es steht in Ludwig Bechsteins Deutsches Märchenbuch an Stelle 78 (1845 Nr. 89) und stammt aus Antonius von Pforrs Das Buch der Beispiele der alten Weisen (Kap. 16: Die Katze und die dreiste Maus).

## Inhalt
Eine Katze soll die Mäuse im Haus töten. Die Maus möchte Frieden schließen, die Katze gewährt aber nur drei Tage Schonzeit. Danach ist die Maus sorglos und wird gefressen. So erzählt Vogel Mosam seiner Freundin als Beispiel für den Wert freundschaftlichen Rats. Er lässt sie ihren alten Mann mit einem Fisch töten, worin ein Angelhaken steckt. Als die Nahrung ausgeht, tötet er sie. Ihre Söhne hacken ihm zur Rache die Augen aus, dass er verhungert. 

## Herkunft
Die Fabel stammt aus Antonius von Pforrs Das Buch der Beispiele der alten Weisen. Sie beschließt bei Bechstein die Folge aus Nr. 75 Vogel Holgott und Vogel Mosam, Nr. 76 Von zwei Affen, Nr. 77 Von dem Wolf und den Maushunden. Aus derselben Quelle stammen die Raben- und Adlergeschichten in Bechsteins Neues deutsches Märchenbuch Nr. 37, 38, 39, 40, 41, 42, 43, 44.